# Эмбер Линн
Эмбер Линн (англ. Amber Lynn; урождённая Лора Аллен (англ. Laura Allen); 3 сентября 1963, Ньюпорт Бич) — американская порноактриса.

## Биография
Будучи подростком, во время посещения одного из ночных клубов Лос-Анджелеса Лора встретилась с Алтеей Флинт, женой Ларри Флинта, и через некоторое время начала позировать для мужских журналов, таких, как «Hustler» и «Penthouse». Она начала сниматься в порнофильмах с 1983 года под псевдонимом Эмбер Линн — после того, как этим занялась её подруга Джинджер Линн. Подруги, наряду с Порше Линн, стали известны как «троица Линн», и были одними из самых востребованных порнозвёзд 80-х.
Линн снималась в основном в сценах вагинального секса, орального секса, а также в лесбийских сценах. Стала первой девушкой в истории порно, которая когда-либо выполняла двойное вагинальное проникновение. Благодаря её протекции порноактером стал её старший брат, взявший себе псевдоним «Бак Адамс». Эмбер и Бак скрывали своё родство до тех пор, пока продюсеры не захотели снять их совместную сцену.

## Уход

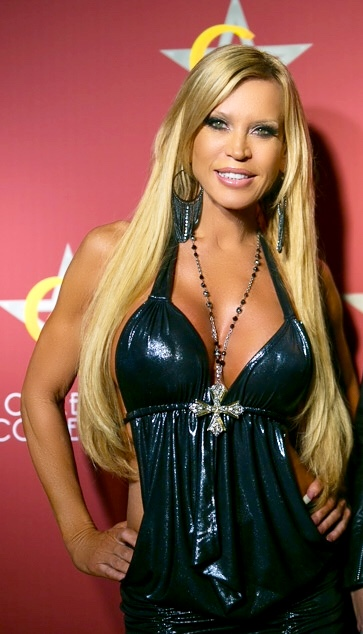
Линн в 2014 году

В 1984 году покончила с собой подруга Линн — Шона Грант, что явилось для Эмбер большим потрясением. А скандал, разразившийся в 1986 году вокруг Трейси Лордз, хоть и не затронул Эмбер непосредственно, но послужил поводом для объявления о завершении ею карьеры порноактрисы.
Начала карьеру танцовщицы и стриптизерши, выступая в Канаде дуэтом со своей тогдашней любовницей Трейси Адамс. Однако через несколько лет количество порноактрис, занявшихся этой деятельностью, возросло настолько, что это повлекло за собой снижение гонораров. Линн вернулась в Лос-Анджелес и начала карьеру фотомодели.
В 1991 году Линн отмечала своё 28-летие в отеле «Бель Эдж» в Беверли-Хиллз. На вечеринке был организован сбор средств в лос-анджелесский фонд помощи молодежи в борьбе со СПИДом. В августе 1992 года Эмбер дала интервью «Los Angeles Times», в котором сказала: «Наша деятельность позволяет дать им еду, одежду и кров, а также найти место в дальнейшей жизни». Иллюстрацией к интервью послужила фотография маленькой девочки в деловом костюме. Это был поворотный момент для всей индустрии развлечений для взрослых — мысль о том, что она может оказывать помощь детям, казалась ранее кощунственной. Но отныне порноиндустрия возложила на себя и эту функцию.

## Возвращение в порно
В середине 90-х Линн начала вновь сниматься в порнофильмах, но прежнего успеха не достигла. Обычно участвовала в лесбийских сценах или эпизодах без секса. Однако в 1999 году злоупотребления наркотиками и алкоголем вынудили Линн вновь покинуть порноиндустрию и привели к разрыву с Трейси Адамс.
Но через год, нуждаясь в деньгах, Линн во второй раз вернулась на съемочную площадку. С этого момента Эмбер начала участвовать в сценах, от которых ранее отказывалась (анальный секс, межрасовый секс, а также лесбийский садомазохизм). Но, как правило, в фильмах более чем в одной сцене не снимается.
В последнее время выступает в амплуа MILF (такие фильмы, как «My Friend’s Hot Mom 15», «My First Sex Teacher 8» и другие).
Всего за свою карьеру снялась в 377 порнофильмах (включая компиляции).

## Избранная фильмография
- 1984. Body Shop.
- 1984. Talk Dirty To Me 3.
- 1984. Taste Of Pink.
- 1985. Amber Aroused.
- 1985. Erotic City.
- 1985. Ginger On The Rocks.
- 1985. Lusty Adventurer.
- 1985. Rub Down.
- 1985. Some Kind Of Woman.
- 1985. Ten Little Maidens.
- 1986. Devil in Miss Jones 3.
- 1986. Jane Bond Meets Octopussy.
- 1986. Miami Spice.
- 1986. Miami Spice 2.
- 1986. Ultimate Lover.
- 1987. Devil in Mr. Holmes.
- 1987. Jane Bond Meets Golden Rod.
- 2007. My First Sex Teacher 8.
- 2008. My Friend’s Hot Mom 15.

### Участие в телесериалах
- 1987. Frontline (эпизод «Death of a Porn Queen»).
- 2001. The Man Show (эпизод «Hypnotist»).

## Премии
- 1987. Премия XRCO лучшей актрисе второго плана за фильм «Taboo 5»[3].
- 1993. Премия Hot d’Or за жизненные достижения.
- 1996. Член Зала славы XRCO[4].
- 2001. Член Зала славы AVN[5].
- 2002. Член Зала славы «Legends of Erotica».
- 2003. Премия Free Speech Coalition за жизненные достижения[6].
- 2007. Премия Adam Film World Guild за общий вклад в порнокинематограф[7].